# 2. Badminton-Bundesliga 1988/89
Die 2. Badminton-Bundesliga 1988/89 als zweithöchste deutsche Spielklasse in der Sportart Badminton war in vier Staffeln unterteilt, in der jeweils acht Teams gegeneinander antraten. In die 1. Bundesliga stiegen die Bottroper BG und der SSV Heiligenwald auf.

## 2. Bundesliga Nord
Abschlusstabelle
| Platz | Mannschaft                  | Spiele |
| ----- | --------------------------- | ------ |
| 1.    | BC Eintracht Südring Berlin | 14     |
| 2.    | BLZ Berlin                  | 14     |
| 3.    | VfL Berliner Lehrer         | 14     |
| 4.    | VfL 93 Hamburg              | 14     |
| 5.    | SC Blankenese               | 14     |
| 6.    | SC Siemensstadt             | 14     |
| 7.    | Kieler BC 1949              | 14     |
| 8.    | Sportfreunde Salzgitter     | 14     |

## 2. Bundesliga West
Abschlusstabelle
| Platz | Mannschaft               | Spiele |
| ----- | ------------------------ | ------ |
| 1.    | Bottroper BG (A)         | 14     |
| 2.    | 1. BC Beuel              | 14     |
| 3.    | BV Wesel Rot-Weiss       | 14     |
| 4.    | Ohligser TV              | 14     |
| 5.    | TTC Brauweiler 1948 2    | 14     |
| 6.    | STC Blau-Weiß Solingen   | 14     |
| 7.    | SC Union 08 Lüdinghausen | 14     |
| 8.    | TV Witzhelden            | 14     |

## 2. Bundesliga Südwest
Abschlusstabelle
| Platz | Mannschaft           | Spiele |
| ----- | -------------------- | ------ |
| 1.    | SSV Heiligenwald     | 14     |
| 2.    | TG Hanau             | 14     |
| 3.    | 1. BV Maintal        | 14     |
| 4.    | KSV Baunatal         | 14     |
| 5.    | VfN Hattersheim      | 14     |
| 6.    | TuS Wiebelskirchen 2 | 14     |
| 7.    | 1. PBC Neustadt      | 14     |
| 8.    | TV Volkmarsen        | 14     |

## 2. Bundesliga Süd
Abschlusstabelle
| Platz | Mannschaft                | Spiele |
| ----- | ------------------------- | ------ |
| 1.    | VfB Friedrichshafen       | 14     |
| 2.    | PTSV Rosenheim            | 14     |
| 3.    | TSV Neuhausen-Nymphenburg | 14     |
| 4.    | VfL Sindelfingen          | 14     |
| 5.    | TG Zell                   | 14     |
| 6.    | SG Siemens Erlangen       | 14     |
| 7.    | TSG Wiesloch              | 14     |
| 8.    | WSV Aschaffenburg         | 14     |